# Курочкин, Илья Николаевич
Илья Николаевич Курочкин (род. 11 октября 1957, Москва) — российский химик-энзимолог. Заведующий лабораторией постгеномной химии химического факультета МГУ имени М. В. Ломоносова. Доктор химических наук (2003), профессор по специальности биотехнология (в том числе бионанотехнологии) (с 2011). Директор Института биохимической физики имени Н. М. Эмануэля РАН (2015).

## Биография
Родился и вырос в Москве.
С 1974 по 1979 год являлся студентом химического факультета МГУ, в 1979 году защитил дипломную работу на кафедре химической энзимологии химического факультета МГУ. 
Также с 1979 по 1987 — стажёр-исследователь, инженер отдела биокинетики Межфакультетой проблемной НИЛ имени А. Н. Белозерского МГУ (ныне — Институт физико-химической биологии имени А. Н. Белозерского МГУ).
В 1985 защитил кандидатскую диссертацию по специальности «химическая кинетика и катализ» на тему «Физико-химические свойства опиатных рецепторов головного мозга».
В период с 1987 по 1995 годаявлялся старшим научным сотрудником, заведующим лабораторией, заведующим отделом Всероссийского научного центра молекулярной диагностики и лечения (ВНЦМДЛ). 
С 1995 по настоящее время является заведующим лабораторией «экобиокатализа» химического факультета МГУ и заведующим отделом «Физико-химической биологии», зам. директора ВНЦМДЛ.
В 2003 защитил диссертацию на соискание учёной степени доктора химических наук на тему «Биосенсорные системы для целей химической и биологической безопасности».C 2011 года является профессором по специальности биотехнология (в том числе бионанотехнологии).

## Научные исследования
Является одним из ведущих специалистов страны в области физической химии сенсорных, биосенсорных и высокочувствительных биоаналитических комплексов, сосредотовшим своё внимание на разработке соответствующих систем для целей химической, биологической и экологической безопасности с использованием современных достижений физической химии, нанотехнологии, биотехнологии и полимерной химии. Создал и возглавил большой научный коллектив, который лидирует в развитии, создании и внедрении для указанных выше целей биосенсоров и биоаналитических систем.
Первые работы И. Н. Курочкина (1978—1988 годы) связаны с разработкой методов выделения и стабилизации мембранных систем — рецепторов, исследованием их физико-хммических свойств и созданием на этой основе высокочувствительных методов определения наркотических анальгетиков и нейротропных соединений. В ходе исследований на данном этапе И. Н. Курочкин, используя предложенный им метод имитационного моделирования лиганд-рецепторных взаимодействий, обнаружил новый тип опиоидных рецепторов головного мозга и эффект колебаний рецепторной активности. Дальнейшее детальное исследование стабильности опиоидных рецепторных систем и развитие методов их формально-кинетического описания позволило разработать технологию получения стабильных препаратов мембранных систем-рецепторов головного мозга и создать метод высокочувствительного анализа наркотических анальгетиков на их основе. Законченный характер этим исследованиям придали успешные межведомственные испытания и соответствующие авторские свидетельства и патенты на эти изобретения. В 1988 году И. Н. Курочкину в составе коллектива авторов была присуждена премия Ленинского комсомола за цикл работ «Физико-химическое исследование регуляции мембранных биокатализаторов и рецепторов».
С 1989 года научные интересы И. Н. Курочкина переходят в область конструирования сенсорных материалов и покрытий, а также их сопряжения с измерительными системами, используя методы, инструментарий и достижения нанотехнологии. В результате проведённых в 1989—1999 годах исследований разработана оригинальная базовая технология формирования и перенесения на поверхность твердого тела плёнок Ленгмюра-Блоджетт на основе амифильных полиэлектролитов, позволяющая включать в состав плёнок ферменты, антитела, рецепторы и другие «узнающие» элементы биосенсоров без изменения их функциональных свойств, исследованы физико-химические и структурные характеристики таких плёнок. Данная технология позволяет создавать высокую поверхностную концентрацию «узнающих» элементов, изменять каталитические и афинные свойства биомакромолекул, обеспечивает высокую стабильность белковых молекул в плёнках. В 1994 году И. Н. Курочкиным впервые в мире была предложена концепция проведения анализа химических соединений и микробиологических объектов, основанная на использовании систем подсчёта единичных молекулярных комплексов лиганд-рецептор и учёте пространственного распределения такого рода аналитических откликов. На основе этой концепции был разработан новый подход к анализу микробиологических объектов и химических соединений с использованием сканирующей зондовой микроскопии в качестве детектирующего элемента биосенсорной системы. Эти результаты научной деятельности И. Н. Курочкина нашли своё применение в рамках деятельности Комитета по конвенциальным проблемам химического и биологического оружия при Президенте Российской Федерации.
В 2000—2014 годах И. Н. Курочкиным были проведены исследования возможностей метода самосборки полимеров на поверхности твердого тела. Изучение физико-химических закономерностей включения белковых молекул в состав плёнок полиэлектролитов, диблок-сополимеров, микрогелей и их стабильности позволили выявить роль структурных особенностей этих полимерных структур и условий формирования таких плёнок и покрытий в проявлении сенсорной активности. И. Н. Курочкину удалось впервые создать конструкции, содержащие более четырёх функционально различных элементов (полианион, поликатион, два фермента или фермент и наночастицы оксидов металлов, или фермент и углеродные нанотрубки). Эти исследования позволили перейти к разработке сенсорных матриц, систем высокопроизводительного анализа ферментативной активности и систем анализа многокомпонентных смесей ингибиторов физиологически важных ферментов.
Последние 10 лет исследования И. Н. Курочкина были распространены на изучение физико-химических закономерностей взаимодействия биомакромолекул и физиологически активных соединений с нанокомпозитными материалами на основе высокодобротных плазмонных и диэлектрических резонаторов. Полученные результаты позволили добиться дополнительного усиления сигнала гигантского комбинационного рассеяния на два порядка. На этой основе уже созданы суперчувствительные биоаналитические системы для определения активности ферментов, их субстратов, вирусных и бактериальных частиц.
Полученные И. Н. Курочкиным результаты привели к созданию высокочувствительных биосенсорных и биоаналитических систем для определения активности нейротоксичной эстеразы в крови и тканях человека и животных, нейротоксичного потенциала химических соединений, эстераз крови, ингибиторов холинэстераз в сложных смесях, бактериальных и вирусных агентов.
Предложенные И. Н. Курочкиным решения позволили успешно пройти соответствующие ведомственные испытания и найти своё применения в народном хозяйстве. Так в области, связанной с уничтожением запасов химического оружия разработаны нанобиосенсорные тест-системы и сборник методического обеспечения для контроля ФОВ в воздушной среде на уровне санитарно-гигиенических нормативов населённых мест. В области обеспечения экологической безопасности использование биосенсорных анализаторов, разработанных И. Н. Курочкиным, было отнесено Правительством Санкт-Петербурга к особым мерам обеспечения безопасности глав государств и участников встреч Большой Восьмёрки (G-8), прошедшей в 2006 году, и Большой Двадцатки (G-20), прошедшей в 2013 году.
В целом, в областях его научных интересов можно выделить направления:
- Исследования молекулярных механизмов регуляции клеточной активности и применение их в биоаналитических процедурах.
- Исследование структуры и функции белков в ленгмюровских плёнках.
- Сканирующая зондовая микроскопия ленгмюровских плёнок белков, мембранных рецепторов, вирусных и клеточных частиц.
- Разработка высокочувствительных электрохимических, оптово-волоконных биосенсоров и аналитических систем на основе методов сканирующей зондовой микроскопии.[13]
- Разработка новых биосенсорных систем на основе сканирующей зондовой микроскопии.
- Нанохимия и наночастицы, новые высокочувствительные биосенсоры на основе систем подсчёта единичных молекулярных взаимодействий.
- CD- и DVD-диски как лабораторная платформа для иммуно- и биохимического анализа.

## Педагогическая деятельность
Ведёт преподавательскую работу: на химическом факультете и факультете биоинженерии и биоинформатики МГУ имени М. В. Ломоносова читает курсы лекций «Аналитическая биотехнология и нанобиотехнология», «Современные проблемы биоэлектроники», «Введение в нанобиотехнологию» для студентов 4, 5 и 6 курсов, а также курс лекций «Современные методы регистрации специфических взаимодействий биомакромолекул» для аспирантов химического факультета МГУ. Под его руководством защищено 7 кандидатских диссертаций и более 50 дипломных работ.
Совместно с коллегами является автором 11 учебных курсов.

## Публикации
Имеет более 157 статей в различных журналах, в том числе и в зарубежных, является соавтором нескольких книг. Также является соавтором 5 патентов (см. СО).
Основные монографии:
1. Физическая химия биопроцессов / С. Д. Варфоломеев, А. В. Луковенков, Н. А. Семёнова, И. Н. Курочкин и др. — М.: КРАСАНД, 2014. — 800 с.
2. Проблемы аналитической химии. Т. 12: Биохимические методы анализа / Г. К. Будников, И. А. Веселова, Б. Б. Дзантиев, И. Н. Курочкин и др. — М., 2010. — 392 с.

## Организационная деятельность
Являлся членом ряда программных и организационных комитетов всероссийских и международных конференций, в частности — Московская международная научно-практическая конференция «БИОТЕХНОЛОГИЯ: экология крупных городов» (2010), International Conference «BIOCATALYSIS-2013» (2013), The symposium «Nanoplasmonics: Chemical, Biological and Medical Applications» (2013), The 5th International Conference on Metamaterials, Photonic Crystals and Plasmonics (META, 2014).
С 2014 года является членом редакционного совета журнала «Химическая физика».

## Премии
В 1988 году присуждена премия Ленинского комсомола за цикл работ «Физико-химическое исследование регуляции мембранных биокатализаторов и рецепторов».